# Hans Egedes Sogn (Aalborg Kommune)
 For alternative betydninger, se Hans Egedes Sogn. (Se også artikler, som begynder med Hans Egedes Sogn)
Hans Egedes Sogn er et sogn i Aalborg Budolfi Provsti (Aalborg Stift).
I 1966 blev Hans Egedes Sogn udskilt fra Vor Frue Sogn og Vejgaard Sogn, der begge (geografisk) havde hørt til Fleskum Herred i Aalborg Amt og lå i Aalborg købstad, som ved kommunalreformen i 1970 blev kernen i Aalborg Kommune.
I 1973 blev Hans Egedes Kirke indviet.
I Hans Egedes Sogn findes følgende autoriserede stednavne:
- Frydendal (bebyggelse)